# Manden i den store fæstning
Manden i den store fæstning (eng. The Man in the High Castle) er en kontrafaktisk science-fictionhistorie fra 1962 af Philip K. Dick.
Bogen handler om en alternativ fremtid, hvor Nazi-Tyskland og Japan er gået sejrende ud af anden verdenskrig og holder verden i et jerngreb. Vest for Mississippi-floden hersker japanerne og har sat præg på den amerikanske kultur. Øst for den store flod styrer tyskerne.
I bogens besatte Amerika forekommer blandt meget andet en forbudt roman, Græshoppen hviler tungt, som kontrafaktiskt skildrer, hvordan det ville været gået, hvis Amerika ikke havde tabt krigen.
Fra 2015-19 kørte tv-serien The Man in the High Castle baseret på bogen.